# Comisión de Salud y Servicios Humanos de Texas

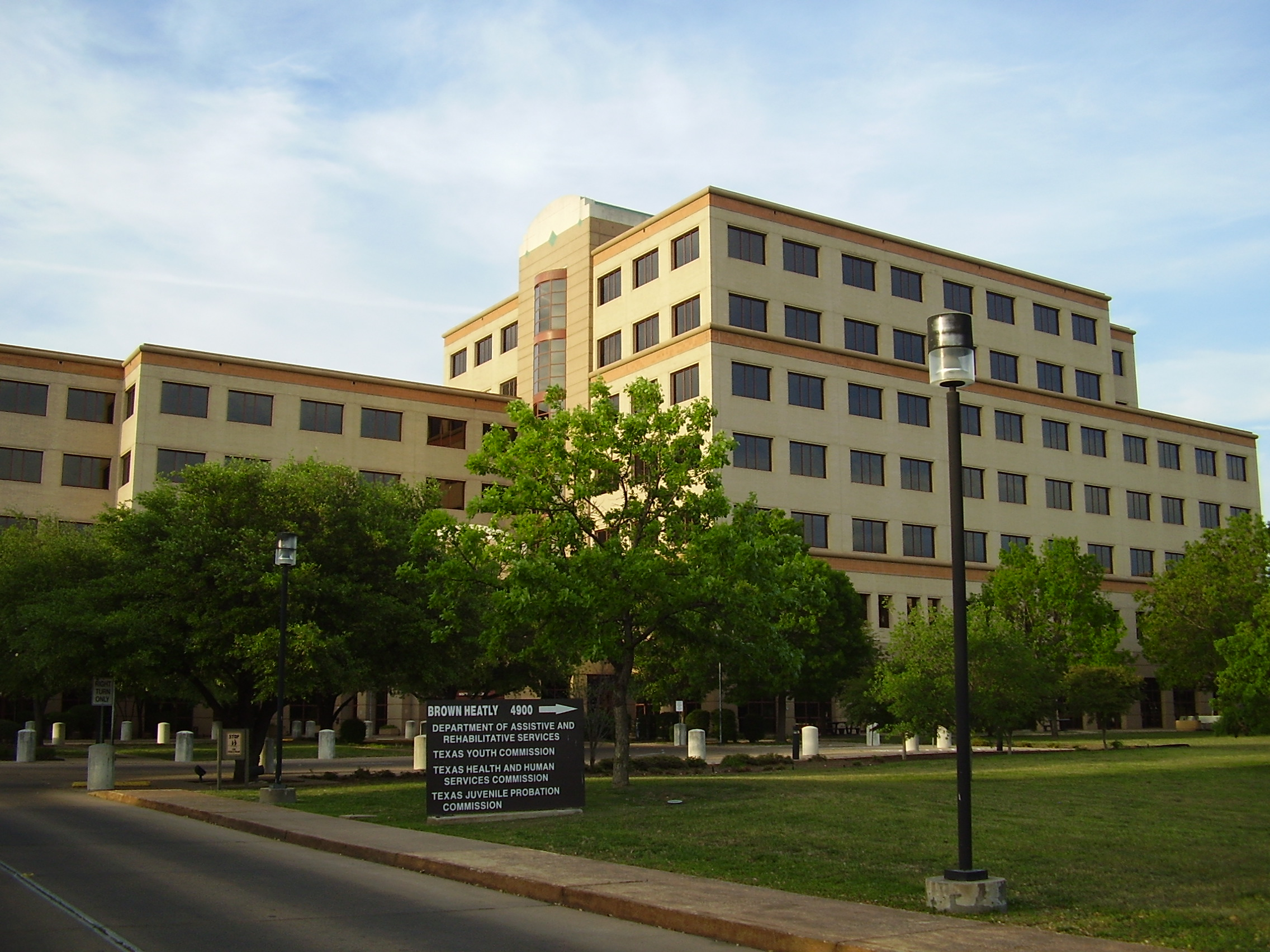
El Edificio Brown-Heatley tiene la sede de la comisión.

La Comisión de Salud y Servicios Humanos de Texas (Texas Health and Human Services Commission, HHSC) es una agencia del Texas. La agencia tiene su sede en el Edificio Brown-Heatley en Austin.
La comisión supervisa los departamentos de salud y servicios humanos en Texas, incluyen Departamento de Servicios para Adultos Mayores y Personas Discapacitadas de Texas, Departamento Estatal de Servicios de Salud de Texas, Departamento de Servicios Auxiliares y de Rehabilitación de Texas y el Departamento de Servicios para la Familia y de Protección de Texas. La comisión tiene 9.300 empleados y un presupuesto anual de USD $16 millón.